# Собор Святої Діви Марії (Токіо)
Собор Святої Діви Марії (яп. 東京カテドラル聖マリア大聖堂, латиніз.: Tōkyō katedoraru sei Maria daiseidō) — католицька церква, що знаходиться в Токіо, Японія. Церква Святої Діви Марії є кафедральним собором архієпархії Токіо.

## Історія
До 1920 року кафедральним собором токійської архієпархії була церква святого Йосипа.
Спочатку на місці, де зараз знаходиться сучасний собор Святої Діви Марії, була дерев'яна готична церква Пресвятої Діви Марії Непорочного Зачаття, побудована в 1899 році. Під час Другої світової війни цей храм згорів під час бомбардування міста.
Сучасний храм було збудовано у 1964 році. Церква була спроєктована відомим японським архітектором Кендзо Танге, який у 1961 році виграв конкурс із проєктування нового собору. У будівництві собору взяв участь німецький архітектор Вільгельм Шломбс.

## Архітектура
Храм збудований у формі хреста. Фасад складається з восьми гіперболічно вигнутих стін. Дзвіниця знаходиться за 40 метрів від церкви і її висота становить 60 метров.

## Галерея
|  |  |  |